# Genesis Rising: The Universal Crusade
Genesis Rising: The Universal Crusade är ett datorspel, släppt 2007, som utspelar sig i framtiden, likt spelet Homeworld. Spelet är skapat av Metamorf och utgivet av DreamCatcher Interactive. Det är ett strategispel där man ska förgöra sin motståndares rymdskepp.

## Handling
Jorden blev invaderad av utomjordingar som dödade de människor som stod emot dem. Mänskligheten överlevde attacken men spriddes ut i universum. Sedan kom det en man, "Frälsaren", som återsamlade alla människor att fick dem att stå som en och slå tillbaka. Mänskligheten vann och uppfann samtidigt organiska skepp vilket gjorde dem till en stormakt. Mänskligheten ser nu ner på alla utomjordiska varelser, och de som motsätter sig människorna blir straffade, kanske till och med dödade. De har även försökt att utrota vissa raser av utomjordingar.
Genesis Rising utspelar sig 3 000 år efter "frälsarens" härkomst. 
Mänskligheten styrs av "De Tredjes Stol" (The Chair of Three), en regeringsmakt vars uppdelning består av Militären, Kyrkan och Rättssystemet. Bara en del av hela universum är kvar efter alla strider. Spelaren skickas för att hitta det universala hjärtat. Detta hjärta ska ha gjort hela universum och genom att hitta det kan mänskligheten få obegränsad makt.

## Trivia
Genesis Rising är även en serietidning, den kom med spelet för de som hade förhandsbokat.